# ATP Auckland Open
ATP Auckland Open, також за назвою спонсора ASB Classic — міжнародний щорічний професійний тенісний турнір, проводиться на відкритих кортах з хардовим покриттям. Турнір є частиною серії Тур ATP 250 організованого ATP туру. Проводиться в січні в місті Окленд, Нова Зеландія, за тиждень перед Відкритим чемпіонатом Австралії.

## Фінали

### Одиночний розряд
| Рік                | Чемпіон                                             | Фіналіст                                            | Рахунок                                             |
| ------------------ | --------------------------------------------------- | --------------------------------------------------- | --------------------------------------------------- |
| 1956               | Боб Перрі                                           | Allan Burns                                         | 6–4, 6–3, 6–3                                       |
| 1957               | Фінал не відбувся через дощ                         | Фінал не відбувся через дощ                         | Фінал не відбувся через дощ                         |
| 1958               | Тревор Фенкатт                                      | Боб Марк                                            | 2–6, 6–4, 6–2, 4–6, 6–3                             |
| 1959               | Джефф Робсон                                        | Рой Емерсон                                         | 6–2, 6–4, 8–6                                       |
| 1960               | Рой Емерсон                                         | Рон Маккензі                                        | 6–3, 6–1, 6–1                                       |
| 1961               | Род Лейвер                                          | Рой Емерсон                                         | 4–6, 6–3, 6–2, 3–6, 7–5                             |
| 1962               | Кен Флетчер                                         | Лью Джеррард                                        | 6–3, 8–10, 7–5, 6–2                                 |
| 1963               | Фред Столл                                          | Боб Г'юїтт                                          | 2–6, 6–3, 6–1, 6–2                                  |
| 1964               | Фред Столл (2)                                      | Лью Джеррард                                        | 6–3, 6–1, 6–1                                       |
| 1965               | Рой Емерсон (2)                                     | П'єрр Бартес                                        | 3–6, 8–6, 7–5, 6–3                                  |
| 1966               | Рой Емерсон (3)                                     | Роджер Тейлор                                       | 6–4, 6–3, 6–1                                       |
| 1967               | Рой Емерсон (4)                                     | Овен Девідсон                                       | 6–4, 6–2, 7–5                                       |
| 1968               | Беррі Філліпс-Мур                                   | Онні Парун                                          | 6–3, 6–8, 1–6, 6–3, 6–2                             |
| ↓ Історія тенісу ↓ |                                                     |                                                     |                                                     |
| 1969               | Тоні Роч                                            | Род Лейвер                                          | 6–1, 6–4, 4–6, 6–3                                  |
| 1970               | Роджер Тейлор                                       | Том Оккер                                           | 6–4, 6–4, 6–1                                       |
| 1971               | Боб Кармайкл                                        | Аллан Стоун                                         | 7–6, 7–6, 6–3                                       |
| 1972               | Рей Раффелз                                         | Джон Александер                                     | 6–4, 6–4, 7–6                                       |
| 1973               | Онні Парун                                          | Патрік Пруазі                                       | 4–6, 6–7, 6–2, 6–0, 7–6                             |
| 1974               | Б'єрн Борг                                          | Онні Парун                                          | 6–4, 6–3, 6–1                                       |
| 1975               | Онні Парун (2)                                      | Браян Феерлі                                        | 4–6, 6–4, 6–4, 6–7, 6–4                             |
| 1976               | Онні Парун (3)                                      | Браян Феерлі                                        | 6–2, 6–3, 4–6, 6–3                                  |
| 1977               | Віджай Амрітрадж                                    | Тім Вілкінсон                                       | 7–6, 5–7, 6–1, 6–2                                  |
| 1978               | Еліот Телчер                                        | Онні Парун                                          | 6–3, 7–5, 6–1                                       |
| 1979               | Тім Вілкінсон                                       | Петер Фейгль                                        | 6–3, 6–7, 6–4, 2–6, 6–2                             |
| 1980               | Джон Седрі                                          | Тім Вілкінсон                                       | 6–4, 3–6, 6–3, 6–4                                  |
| 1981               | Білл Скенлон                                        | Тім Вілкінсон                                       | 6–7, 6–3, 3–6, 7–6, 6–0                             |
| 1982               | Тім Вілкінсон (2)                                   | Расселл Сімпсон                                     | 6–4, 6–4, 6–4                                       |
| 1983               | Джон Александер                                     | Расселл Сімпсон                                     | 6–4, 6–3, 6–3                                       |
| 1984               | Денні Селтц                                         | Чіп Гупер                                           | 4–6, 6–3, 6–4, 6–4                                  |
| 1985               | Кріс Льюїс                                          | Веллі Месур                                         | 7–5, 6–0, 2–6, 6–4                                  |
| 1986               | Марк Вудфорд                                        | Бад Шултс                                           | 6–4, 6–3, 3–6, 6–4                                  |
| 1987               | Мілослав Мечирж                                     | Міхіл Схаперс                                       | 6–2, 6–3, 6–4                                       |
| 1988               | Амос Мансдорф                                       | Рамеш Крішнан                                       | 6–3, 6–4                                            |
| 1989               | Рамеш Крішнан                                       | Амос Мансдорф                                       | 6–4, 6–0                                            |
| 1990               | Скотт Девіс                                         | Андрій Чесноков                                     | 4–6, 6–3, 6–3                                       |
| 1991               | Карел Новачек                                       | Жан-Філіпп Флер'ян                                  | 7–6(7–5), 7–6(7–4)                                  |
| 1992               | Хайме Їсага                                         | Малівай Вашингтон                                   | 7–6(8–6), 6–4                                       |
| 1993               | Олександр Волков                                    | Малівай Вашингтон                                   | 7–6(7–2), 6–4                                       |
| 1994               | Магнус Густафссон                                   | Патрік Макінрой                                     | 6–4, 6–0                                            |
| 1995               | Томас Енквіст                                       | Чак Адамс                                           | 6–2, 6–1                                            |
| 1996               | Їржі Новак (тенісист)                               | Бретт Стівен                                        | 6–4, 6–4                                            |
| 1997               | Йонас Бйоркман                                      | Кеннет Карлсен                                      | 7–6, 6–0                                            |
| 1998               | Марсело Ріос                                        | Річард Фромберг                                     | 4–6, 6–4, 7–6(7–3)                                  |
| 1999               | Шенг Схалкен                                        | Томмі Гаас                                          | 6–4, 6–4                                            |
| 2000               | Магнус Норман                                       | Майкл Чанг                                          | 3–6, 6–3, 7–5                                       |
| 2001               | Домінік Хрбати                                      | Франсіско Клавет                                    | 6–4, 2–6, 6–3                                       |
| 2002               | Грег Руседскі                                       | Жером Гольмар                                       | 6–7, 6–4, 7–5                                       |
| 2003               | Густаво Куертен                                     | Домінік Хрбати                                      | 6–3, 7–5                                            |
| 2004               | Домінік Хрбати (2)                                  | Рафаель Надаль                                      | 4–6, 6–2, 7–5                                       |
| 2005               | Фернандо Гонсалес                                   | Олів'є Рохус                                        | 6–4, 6–2                                            |
| 2006               | Яркко Ніємінен                                      | Маріо Анчич                                         | 6–2, 6–2                                            |
| 2007               | Давид Феррер                                        | Томмі Робредо                                       | 6–4, 6–2                                            |
| 2008               | Філіпп Кольшрайбер                                  | Хуан Карлос Ферреро                                 | 7–6(7–4), 7–5                                       |
| 2009               | Хуан Мартін дель Потро                              | Сем Кверрі                                          | 6–4, 6–4                                            |
| 2010               | Джон Ізнер                                          | Арно Клеман                                         | 6–3, 5–7, 7–6(7–2)                                  |
| 2011               | Давид Феррер (2)                                    | Давід Налбандян                                     | 6–3, 6–2                                            |
| 2012               | Давид Феррер (3)                                    | Олів'є Рохус                                        | 6–3, 6–4                                            |
| 2013               | Давид Феррер (4)                                    | Філіпп Кольшрайбер                                  | 7–6(7–5), 6–1                                       |
| 2014               | Джон Ізнер (2)                                      | Лу Єнь-Сюнь                                         | 7–6(7–4), 7–6(9–7)                                  |
| 2015               | Їржі Веселий                                        | Адріан Маннаріно                                    | 6–3, 6–2                                            |
| 2016               | Роберто Баутіста Аґут                               | Джек Сок                                            | 6–1, 1–0, Ret.                                      |
| 2017               | Джек Сок                                            | Жуан Соуза                                          | 6–3, 5–7, 6–3                                       |
| 2018               | Роберто Баутіста Аґут (2)                           | Хуан Мартін дель Потро                              | 6–1, 4–6, 7–5                                       |
| 2019               | Тенніс Сендгрен                                     | Кемерон Норрі                                       | 6–4, 6–2                                            |
| 2020               | Уго Юмбер                                           | Бенуа Пер                                           | 7–6(7–2), 3–6, 7–6(7–5)                             |
| 2021               | Не проводився через пандемію коронавірусної хвороби | Не проводився через пандемію коронавірусної хвороби | Не проводився через пандемію коронавірусної хвороби |
| 2022               | Не проводився через пандемію коронавірусної хвороби | Не проводився через пандемію коронавірусної хвороби | Не проводився через пандемію коронавірусної хвороби |
| 2023               | Рішар Гаске                                         | Кемерон Норрі                                       | 4–6, 6–4, 6–4                                       |
| 2024               | Алехандро Табіло                                    | Таро Даніель                                        | 6–2, 7–5                                            |
| 2025               | Гаель Монфіс                                        | Зізу Бергс                                          | 6–3, 6–4                                            |

### Парний розряд
| Рік  | Чемпіони                                            | Фіналісти                                           | Рахунок                                             |
| ---- | --------------------------------------------------- | --------------------------------------------------- | --------------------------------------------------- |
| 1968 | Дік Крілі Беррі Філліпс-Мур                         |                                                     |                                                     |
| 1969 | Реймонд Мур Роджер Тейлор                           | Мал Андерсон Лейус Тоомас                           | 13–15, 6–3, 8–6, 8–6                                |
| 1970 | Дік Крілі (2) Рей Раффелз                           |                                                     |                                                     |
| 1971 | Боб Кармайкл Рей Раффелз                            | Браян Феерлі Реймонд Мур                            | 6–3, 6–7, 6–4, 4–6, 6–3                             |
| 1972 | Боб Кармайкл (2) Рей Раффелз (2)                    |                                                     |                                                     |
| 1973 | Браян Феерлі Аллан Стоун                            |                                                     |                                                     |
| 1974 | Сід Болл Боб Гілтінен                               | Рей Раффелз Аллан Стоун                             | 6–1, 6–4                                            |
| 1975 | Боб Кармайкл (3) Рей Раффелз (3)                    | Браян Феерлі Онні Парун                             | 7–6, Ret.                                           |
| 1976 | Не завершений                                       | Не завершений                                       | Не завершений                                       |
| 1977 | Кріс Льюїс Расселл Сімпсон                          | Peter Langsford Джонатан Сміт                       | 7–6, 6–4                                            |
| 1978 | Кріс Льюїс (2) Расселл Сімпсон (2)                  | Род Фролі Карл Майлер                               | 6–1, 7–6                                            |
| 1979 | Бернард Міттон Кім Ворвік                           | Ендрю Джарретт Джонатан Сміт                        | 6–3, 2–6, 6–3                                       |
| 1980 | Петер Фейгль Род Фролі                              | Джон Седрі Тім Вілкінсон                            | 6–2, 7–5                                            |
| 1981 | Ферді Тейган Тім Вілкінсон                          | Тоні Грем Білл Скенлон                              | 7–5, 6–1                                            |
| 1982 | Ендрю Джарретт Джонатан Сміт                        | Ларрі Стефанкі Роберт Вант Гоф                      | 7–5, 7–6                                            |
| 1983 | Кріс Льюїс (2) Расселл Сімпсон (2)                  | Девід Ґрем Лорі Вордер                              | 7–6, 6–3                                            |
| 1984 | Браян Левін Джон Ван Ностранд                       | Бред Дрюетт Чіп Гупер                               | 7–5, 6–2                                            |
| 1985 | Джон Фіцджеральд Кріс Льюїс (3)                     | Бродерік Дайк Веллі Месур                           | 7–6, 6–2                                            |
| 1986 | Бродерік Дайк Веллі Месур                           | Карл Ріхтер Рік Рудін                               | 6–3, 6–4                                            |
| 1987 | Келлі Джонс Бред Пірс                               | Карл Лімбергер Марк Вудфорд                         | 7–6, 7–6                                            |
| 1988 | Мартін Девіс Тім Павсат                             | Семмі Джаммалва Джим Грабб                          | 6–3, 3–6, 6–4                                       |
| 1989 | Стів Гай Мацуока Сюдзо                              | Джон Леттс Брюс Ман-Сон-Хінґ                        | 7–6, 7–6                                            |
| 1990 | Келлі Джонс (2) Роберт Вант Гоф                     | Гілад Блюм Паул Гаргейс                             | 7–6, 6–0                                            |
| 1991 | Серхіо Касаль Еміліо Санчес Вікаріо                 | Грант Коннелл Гленн Мічібата                        | 4–6, 6–3, 6–4                                       |
| 1992 | Вейн Феррейра Джим Грабб                            | Грант Коннелл Гленн Мічібата                        | 6–4, 6–3                                            |
| 1993 | Грант Коннелл Патрік Гелбрайт                       | Алекс Антоніч Олександр Волков                      | 6–3, 7–6                                            |
| 1994 | Патрік Макінрой Джаред Палмер                       | Грант Коннелл Патрік Гелбрайт                       | 6–2, 4–6, 6–4                                       |
| 1995 | Грант Коннелл (2) Патрік Гелбрайт (2)               | Луїс Лобо Хав'єр Санчес                             | 6–4, 6–3                                            |
| 1996 | Маркос Ондруска Джек Вейт                           | Йонас Бйоркман Бретт Стівен                         | W/O                                                 |
| 1997 | Елліс Феррейра Патрік Гелбрайт (3)                  | Рік Ліч Джонатан Старк                              | 6–4, 4–6, 7–6                                       |
| 1998 | Патрік Гелбрайт (4) Бретт Стівен                    | Том Нейссен Джефф Таранго                           | 6–4, 6–2                                            |
| 1999 | Джефф Таранго Даніель Вацек                         | Їржі Новак (тенісист) Давід Рікл                    | 7–5, 7–5                                            |
| 2000 | Елліс Феррейра (2) Рік Ліч                          | Олів'є Делетр Джефф Таранго                         | 7–5, 6–4                                            |
| 2001 | Маріус Барнард Джим Томас                           | Девід Адамс Мартін Гарсія                           | 7–6, 6–4                                            |
| 2002 | Йонас Бйоркман Тодд Вудбрідж                        | Мартін Гарсія Цирил Сук                             | 7–6, 7–6                                            |
| 2003 | Девід Адамс Роббі Куніґ                             | Томаш Цибулець Леош Фридль                          | 7–6, 4–6, 6–3                                       |
| 2004 | Магеш Бгупаті Фабріс Санторо                        | Їржі Новак (тенісист) Радек Штепанек                | 4–6, 7–5, 6–3                                       |
| 2005 | Їв Аллегро Міхаель Кольманн                         | Сімон Аспелін Тодд Перрі                            | 6–4, 7–6                                            |
| 2006 | Андрей Павел Рогір Вассен                           | Сімон Аспелін Тодд Перрі                            | 6–3, 5–7, [10–4]                                    |
| 2007 | Джефф Кутзе Рогір Вассен (2)                        | Сімон Аспелін Кріс Гаггард                          | 6–7, 6–3, [10–2]                                    |
| 2008 | Луїс Орна Хуан Монако                               | Ксав'є Малісс Юрген Мельцер                         | 6–4, 3–6, [10–7]                                    |
| 2009 | Мартін Дамм Роберт Ліндстедт                        | Скотт Ліпскі Леандер Паес                           | 7–5, 6–4                                            |
| 2010 | Маркус Даніелл Горія Текеу                          | Марсело Мело Бруно Соарес                           | 7–5, 6–4                                            |
| 2011 | Марсель Гранольєрс Томмі Робредо                    | Юган Брунстрем Стівен Гасс                          | 6–4, 7–6(8–6)                                       |
| 2012 | Олівер Марах Александер Пея                         | Франтішек Чермак Філіп Полашек                      | 6–3, 6–2                                            |
| 2013 | Колін Флемінг Бруно Соарес                          | Юган Брунстрем Фредерік Нільсен                     | 7–6(7–1), 7–6(7–2)                                  |
| 2014 | Юліан Ноул Марсело Мело                             | Александер Пея Бруно Соарес                         | 4–6, 6–3, [10–5]                                    |
| 2015 | Равен Класен Леандер Паес                           | Домінік Інглот Флорін Мерджа                        | 7–6(7–1), 6–4                                       |
| 2016 | Мате Павич Майкл Вінус                              | Ерік Буторак Скотт Ліпскі                           | 7–5, 6–4                                            |
| 2017 | Марцин Матковський Айсам-уль-Хак Куреші             | Джонатан Ерліх Скотт Ліпскі                         | 1–6, 6–2, [10–3]                                    |
| 2018 | Олівер Марах (2) Мате Павич (2)                     | Максим Мирний Філіпп Освальд                        | 6–4, 5–7, [10–7]                                    |
| 2019 | Бен Маклахлан Ян-Леннард Штруфф                     | Равен Класен Майкл Вінус                            | 6–3, 6–4                                            |
| 2020 | Люк Бембрідж Бен Маклахлан (2)                      | Маркус Даніелл Філіпп Освальд                       | 7–6(7–3), 6–3                                       |
| 2021 | Не проводився через пандемію коронавірусної хвороби | Не проводився через пандемію коронавірусної хвороби | Не проводився через пандемію коронавірусної хвороби |
| 2022 | Не проводився через пандемію коронавірусної хвороби | Не проводився через пандемію коронавірусної хвороби | Не проводився через пандемію коронавірусної хвороби |
| 2023 | Нікола Мектич Мате Павич (3)                        | Натаніел Ламмонс Джексон Вітроу                     | 6–4, 6–7(5–7), [10–6]                               |
| 2024 | Нікола Мектич (2) Веслі Колгоф                      | Марсель Гранольєрс Орасіо Себальйос                 | 6–3, 6–7(5–7), [10–7]                               |
| 2025 | Нікола Мектич (3) Майкл Вінус                       | Крістіан Гаррісон Ражів Рам                         | технічна перемога                                   |